# La Roue rouge
La Roue rouge (en russe : Красное колесо) est une œuvre littéraire d'Alexandre Soljenitsyne. Ce très long roman historique de plus de six mille pages a la double ambition de mettre en lumière les mécanismes de la Révolution russe et de constituer un équivalent, au XXe siècle, de Guerre et Paix de Léon Tolstoï.
L'architecture de La Roue rouge, est, à tous les égards, particulière. Prenant conscience du caractère considérable des événements, Soljenitsyne prit le parti de découper son roman en « nœuds ». Ce sont donc des points nodaux précis, qui représentent des moments où toutes les tendances historiques présentes se croisent, de telle sorte que l'on puisse déduire de la succession de ces points, la courbe de la révolution russe.

## Rédaction
La rédaction de La Roue rouge s'étend sur plus de cinquante ans : l'œuvre ayant préoccupé Soljenitsyne durant la plus grande partie de sa vie. Les premiers chapitres ont en effet été rédigés dès 1936, alors que l'écrivain n'avait pas vingt ans.
À l'origine, Soljetnitsyne avait l'ambition d'écrire vingt-quatre nœuds, de telle sorte que son roman eût pu se prolonger jusqu'en 1922, soit jusqu'à la fin du processus révolutionnaire. Il a finalement considéré que son œuvre était achevée à la fin d'Avril dix-sept : toutes les causes de la révolution étant, selon lui, mises en évidence. Georges Nivat, principal traducteur français de Soljenitsyne, y voit plutôt l'aveu d'un « échec de génie » : celui de n'avoir pas su mettre en évidence la cause précise de la Révolution russe : « Ni la raison, ni le pardon ne gouvernent plus le monde. Le récit se brise. Et nous restons sur la brisure de cet échec de génie. »

## Composition
La Roue rouge est divisée en cinq actes. Seuls les quatre premiers nœuds sont parus.

### Premier acte: La révolution

#### Troisième nœud:Mars dix-sept
(4 tomes)

### Le Peuple au pouvoir

#### Quatrième nœud:Avril dix-sept
(2 tomes)

#### Cinquième nœud: Juin-juillet 17
Planifié, mais non écrit.

### Renversement
5 nœuds étaient prévus : d'octobre 18 à septembre 19

### Les nôtres contre les nôtres
Cette partie devait englober la guerre civile russe, de novembre 18 à janvier 20.

### Blocage des voies
Le dernier acte devait s'achever avec la révolte des paysans de Tambov.